# Cromo (serie de televisión)
Cromo es una miniserie argentina de 2015, del género policial y thriller ambiental. Fue creada por Lucía Puenzo y Nicolás Puenzo, y protagonizada por Germán Palacios, Guillermo Pfening y Emilia Attias. 
La serie fue reconocida a nivel internacional en diferentes festivales, como SeriesMania en París y el Festival de "Los Cabos". Tuvo su preestreno en el TIFF 2015, donde fue la única ficción latinoamericana elegida para participar de la primera sección para series.
Transmitida por la TV Pública en formato de miniserie de 12 capítulos, Cromo es un thriller policial-científico basado en parte en hechos reales. Se encuentra disponible para streaming gratuito en Cont.ar.

## Sinopsis
Una científica (Valentina) muere en extrañas circunstancias mientras realiza una investigación en torno a una curtiembre en la provincia argentina de Corrientes. Su marido, Diego, y su mejor amigo, Simón (quien solía ser amante de la mujer), viajan al lugar para descubrir qué fue lo que pasó. Sin embargo, acabarán metiéndose en un asunto que pone en riesgo sus propias vidas.

## Elenco
- Germán Palacios...........Simón
- Guillermo Pfening.........Diego
- Emilia Attias.............Valentina
- Alberto Ajaka.............Mirko
- Moro Anghileri............Erika
- Luis Machín...............Rizzo
- Daniel Veronese...........Anganuzi
- Malena Sánchez............Nina
- Valentina Bassi...........Laura
- María Ucedo...............Lena
- Esteban Bigliardi

## Personajes
Valentina, Diego y Simón son amigos de la Facultad de Ciencias Exactas y Naturales (UBA). Cursaron sus carreras juntos 20 años atrás. Los tres son investigadores del CONICET en diferentes disciplinas.
- SIMÓN (Germán Palacios) es biólogo con orientación en fisiología animal. Es también buzo profesional. Está investigando unas proteínas anticongelantes presentes en la sangre de los peces antárticos, por sus promisorias aplicaciones en la criopreservación de tejidos y embriones (para almacenamiento de células madre, óvulos o embriones para tratamientos de fecundación asistida, etc). Ha descubierto que las proteínas del pez dragón tienen propiedades superiores a las de otras especies.

- DIEGO (Guillermo Pfening) es geólogo, especializado en glaciología. Estudia el retroceso de los glaciares en la Antártida y la Patagonia (Calafate). En los últimos 50 años la temperatura en la península antártica se ha incrementado en casi 3 °C y se ha perdido cerca del 80% de las barreras de hielo que la rodean. Diego tiene realizadas varias campañas antárticas. Reparte su vida entre Calafate, Buenos Aires y la Antártida, donde pasa sus veranos.

- VALENTINA (Emilia Attias) es bióloga con orientación en ecología. En el primer capítulo de la serie, muere en un accidente (su personaje se irá recontruyendo a lo largo de la historia). VALENTINA emprende una cruzada personal contra un red de cazadores furtivos y una curtiembre que está destrozando el ecosistema de los esteros del Iberá, con consecuencias letales en la población más frágil de la zona. Pero su idealismo le cuesta caro.

- MIRKO (Alberto Ajaka) es el guardaparques de la reserva natural y tiene un pasado muy oscuro.

- ERICA (Moro Anghileri) es una bioquímica correntina que trabaja en un laboratorio privado. El mayor empleador de Erica es la curtiembre: ella es la responsable de realizar los análisis de salud a sus trabajadores. Su hermana, LAURA (Valentina Bassi), trabaja en la curtiembre y está al tanto del negocio clandestino: ella forma parte del grupo de trabajadores que realizan un "doble turno" y es gracias a ese dinero extra que llega a fin de mes.

- RIZZO (Luis Machín) se encarga de limpiar el camino para que la multinacional siga contaminando.

- ANGANUZI (Daniel Veronese), es el CEO de un holding de empresas que son modelos en lo que se refiere a sistemas de gestión ambiental e higiene y seguridad en el trabajo. El holding abarca curtiembres, productoras de agroquímicos, papeleras y otras industrias. Su lema es: Producción sustentable y compromiso para el cuidado del medioambiente.

- NINA (Malena Sánchez) tiene 25 años y es estudiante de biología. Está finalizando su carrera y a punto de comenzar su Tesis de Licenciatura bajo la dirección de Valentina. Su padre es el CEO de la curtiembre que generó el desastre ambiental en Corrientes. Los resultados de una muestra que Valentina le envía a Nina serán para ella el inicio de un viaje que va a cambiar su vida para siempre.

- LAURA (Valentina Bassi) trabaja en la seguridad de la curtiembre y es la mano derecha del gerente.

## Festivales, premios y nominaciones
- TIFF, Toronto Film Festival, 9/2015, Canadá[8]
- Los Cabos Fest, 11/2015, México[9]
- SeriesMania, 4/2016, Francia[10]
- Premios Tato 2015:[11]
  - Dirección de Fotografía en Ficción - Julian Perini, Nicolás Puenzo - Nominado
  - Actor de Reparto - Luis Machin - Nominado
- Premios Nuevas Miradas 2016:[12]
  - Mejor Actriz - Emilia Attias - Nominada
  - Equipo de dirección - Nominado
  - Fotografía e iluminación - Ganador[13]
- Cóndor de Plata 2016:[14]
  - Mejor Audiovisual para Plataformas Digitales - Nominado